# Thomas Malcolm Charlton
Thomas Malcolm Charlton  (* 1. September 1923 in South Normanton, Derbyshire; † 1. Februar 1997 in Burwell (Cambridgeshire)) war ein britischer Bauingenieur und Technikhistoriker.
Charlton stammte aus einer Bergarbeiterfamilie und studierte Bauingenieurwesen an der University of Nottingham mit dem Abschluss 1943. Danach arbeitete er als Ingenieur für C. L. Blackburn beim Royal Radar Establishment in Great Malvern und nach dem Krieg in dessen Baufirma in Newcastle, die vor allem im Kraftwerksbau aktiv war. 1954 wurde er Dozent an der Universität Cambridge und 1963 Professor an der Queen’s University Belfast. Er war Dekan der Fakultät für angewandte Wissenschaften und Technologie. Im Nordirlandkonflikt war er im wissenschaftlichen Beirat des Ulster Defence Regiment unter General John d’Arcy Anderson. 1970 wurde er Jackson Professor an der University of Aberdeen und nutzte die Chancen der Offshore Industrie in der Nordsee um das Ingenieurwesen dort auszubauen. 1979 ging er aus Gesundheitsgründen in den Ruhestand.
Er befasste sich mit Geschichte der Baustatik und veröffentlichte darüber ein Buch.
1973 wurde er Fellow der Royal Society of Edinburgh.

## Schriften
- Model analysis of structures, Wiley 1954
- Energy Principles in Applied Statics, London: Blackie 1959
- Contributions of Navier and Clebsch to the theory of statically-indeterminate frames, The Engineer, Band 210, 1960, S. 712–713.
- Analysis of Statically Indeterminate Structures, London: Longmans, Green & Co. 1961, 2. Auflage Oxford UP 1973
- Some early work on energy methods in theory of structures,  Nature, Band 196, 1962, S. 734–736.
- Maxwell-Michell theory of minimum weight of structures, Nature, Band 200, 1963, S. 251–252.
- Maxwell, Jenkin and Cotterill and the theory of statically-indeterminate structures, Notes and Records of the Royal Society of London, Band 26, 1971, S. 233–246.
- Contributions to the science of bridge-building in the nineteenth century by Henry Moseley, Hon. L.l.D., F.R.S. and William Pole, D. Mus., F.R.S., Notes and Records of the Royal Society of London, Band 30, 1976, S. 169–179.
- Theoretical work. In: Alfred Pugsley (Hrsg.), The works of Isambard Kingdom Brunel, London, The Institution of Civil Engineers, University of Bristol, 1976, S. 183–202
- A note on the contributions of Cotterill, Castigliano, Crotti and Engesser to an energy principle of structures, International Journal of Mechanical Sciences, Band 20, 1978, S. 659–664.
- A history of theory of structures in the nineteenth century, Cambridge University Press 1982

| Personendaten    | Personendaten            |
| ---------------- | ------------------------ |
| NAME             | Charlton, Thomas Malcolm |
| KURZBESCHREIBUNG | britischer Bauingenieur  |
| GEBURTSDATUM     | 1. September 1923        |
| GEBURTSORT       | South Normanton          |
| STERBEDATUM      | 1. Februar 1997          |
| STERBEORT        | Burwell (Cambridgeshire) |